# Vitória Farnésio
Vitória Farnésio (em italiano: Vittoria Farnese; Roma, 1521 – Pesaro, 1602) era filha de Pedro Luís Farnésio, primeiro Duque de Parma e Placência, e de Gerolama Orsini. Seu avô paterno era o papa Paulo III.

## Biografia
Em 26 de janeiro de 1548 casou com Guidobaldo II Della Rovere, duque de Urbino que, um ano antes, ficara viúvo de Júlia de Varano, de quem tivera uma filha, Virgínia. 

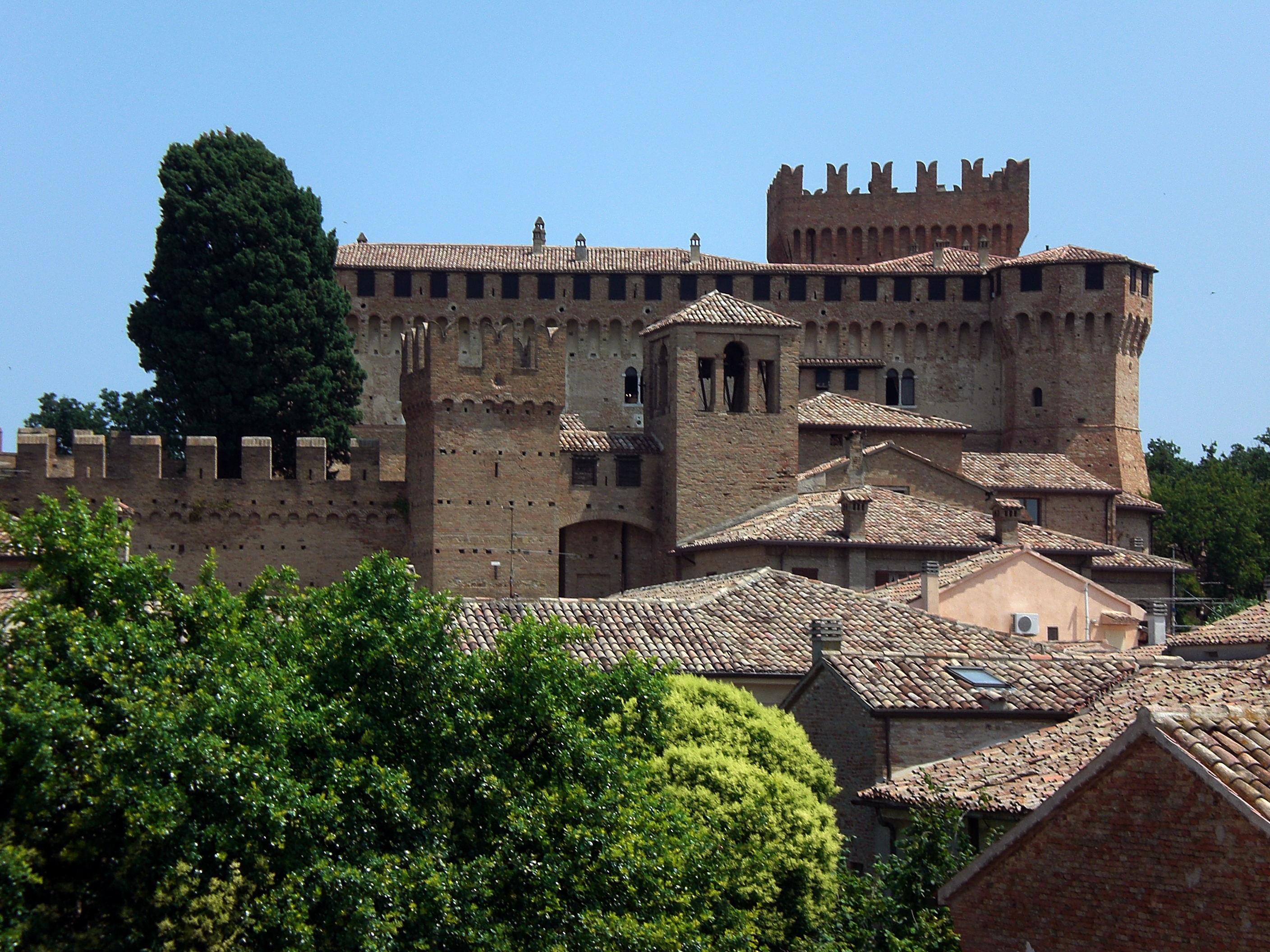
O Castelo de Gradara.

Nesse mesmo ano, Guidobaldo oferece à sua esposa a cidade fortificada de Gradara (rocca di Gradara) que ela governou até à morte do marido, ocorrida em 1574. Em 1552 Vitória pretende reformar os Estatutos comunais que os Malatesta, anteriores senhores de Gradara, haviam concedido aquela localidade em 1363.
Vitória morre em Pesaro em 1602. Os seus espólios repousam ainda hoje na igreja de Santo Ubaldo.

## Descendência
Vitória teve três filhos de Guidobaldo:
- Isabel della Rovere (1554-1619), que casou com Nicolau Bernardino Sanseverino príncipe de Bisignano;
- Francisco Maria (1549-1631), que sucedeu ao pai como duque de Urbino, e casou em primeiras núpcias com Lucrécia d'Este, princesa de Modena, e depois com Livia della Rovere;
- Lavínia della Rovere (1558-1632), que casou com Afonso Félix de Avalos, príncipe de Francavilla.

Foi também entregue a Vitória a educação de Clélia Farnésio, filha de seu irmão, o Cardeal Alexandre Farnéssio, que seria criada na corte da sua tia Vitória com as duas primas Isabel e Lavínia que tinham uma idade próxima da sua.